# 梁廷翰
梁廷翰（？—？），字申卿，號蒿儲，河南开封府鄢陵縣軍籍。

## 生平
萬曆三十一年（1603年）中癸卯科第十三名举人，后曾任息县教谕。万历四十七年（1619年）己未科三甲第六名進士，刑部觀政，本年六月初授行人司行人，天啓二年十月册廷封赵府临漳王朱常海并继妃申氏。五年考选，擢兵部主事，晋郎中，六年升山東副使，七年七月以延镇大捷，賞银十两，八月叙宁锦功，量加一级，加升山西參政。崇祯元年（1628年）二月升湖广郧襄道副使。二年四月以阉党被削籍。

## 家族
曾祖梁珂。祖父梁慎，封礼部主事，有三子：克肖、克顺、克從，每试辄互冠军，时號三梁。以三子梁克從贵赠中宪大夫太常寺少卿；以二子克顺（万历己酉举人、盩厔知县、南京云南道御史）贵晋阶中议大夫；以孙廷翰贵赠中大夫山西布政司右参政；以孙廷栋贵赠资政大夫兵部尚书。父梁克肖，以子廷翰贵赠中大夫山西布政司右参政。堂兄梁廷棟，同科进士，兵部尚书。